# Jan Halvarsson
Jan Ivar „Janne” Halvarsson  (ur. 26 grudnia 1942 w Östersund, zm. 2 sierpnia 2020 w Hammerdal) – szwedzki biegacz narciarski, srebrny medalista olimpijski oraz brązowy medalista mistrzostw świata.

## Kariera
Igrzyska olimpijskie w Grenoble w 1968 r. były pierwszymi i zarazem ostatnimi w jego karierze. Wspólnie z Bjarne Anderssonem, Gunnarem Larssonem i Assarem Rönnlundem wywalczył srebrny medal w sztafecie 4 × 10 km. W indywidualnych występach zajął 5. miejsce w biegu na 15 km, 7. miejsce na dystansie 50 km oraz 12. miejsce w biegu na 30 km techniką klasyczną.
W 1970 roku wystartował na mistrzostwach świata w Wysokich Tatrach. Razem z Ove Lestanderem, Ingvarem Sandströmem i Larsem-Göranem Åslundem zdobył brązowy medal w sztafecie. W biegach na 15 i 30 km zajmował ósme miejsce, a na dystansie 50 km stylem klasycznym był siódmy. Na kolejnych mistrzostwach świata już nie startował.

## Osiągnięcia

### Igrzyska olimpijskie
| Miejsce | Dzień     | Rok  | Miejscowość | Konkurencja             | Czas biegu  | Strata      | Zwycięzca         |
| ------- | --------- | ---- | ----------- | ----------------------- | ----------- | ----------- | ----------------- |
| 12.     | 7 lutego  | 1968 | Grenoble    | 30 km stylem klasycznym | 1:35:39.2 h | +2:44.0 min | Franco Nones      |
| 5.      | 10 lutego | 1968 | Grenoble    | 15 km stylem klasycznym | 47:54.2 min | +44.9 s     | Harald Grønningen |
| 2.      | 14 lutego | 1968 | Grenoble    | Sztafeta 4 × 10 km      | 2:08:33.5 h | +1:39.7 min | Norwegia          |
| 7.      | 17 lutego | 1968 | Grenoble    | 50 km stylem klasycznym | 2:28:45.8 h | +1:20.1 min | Ole Ellefsæter    |

### Mistrzostwa świata
| Miejsce | Dzień     | Rok  | Miejscowość   | Konkurencja             | Czas biegu   | Strata       | Zwycięzca            |
| ------- | --------- | ---- | ------------- | ----------------------- | ------------ | ------------ | -------------------- |
| 15.     | 17 lutego | 1966 | Oslo          | 30 km stylem klasycznym | 1:37:26.7 h  | +3:46.2 min  | Eero Mäntyranta      |
| 8.      | 26 lutego | 1966 | Oslo          | 50 km stylem klasycznym | 3:03:04.7 h  | +6:03.9 min  | Gjermund Eggen       |
| 8.      | 15 lutego | 1970 | Wysokie Tatry | 30 km stylem klasycznym | 1:39:48.01 h | +2:26.19 min | Wiaczesław Wiedienin |
| 8.      | 17 lutego | 1970 | Wysokie Tatry | 15 km stylem klasycznym | 47:04.71 min | +1:10.19 min | Lars-Göran Åslund    |
| 3.      | 19 lutego | 1970 | Wysokie Tatry | Sztafeta 4 × 10 km      | 2:06:36.47 h | +20.33 s     | ZSRR                 |
| 7.      | 22 lutego | 1970 | Wysokie Tatry | 50 km stylem klasycznym | 2:49:34.70 h | +4:02.10 min | Kalevi Oikarainen    |